# دلتای نیل

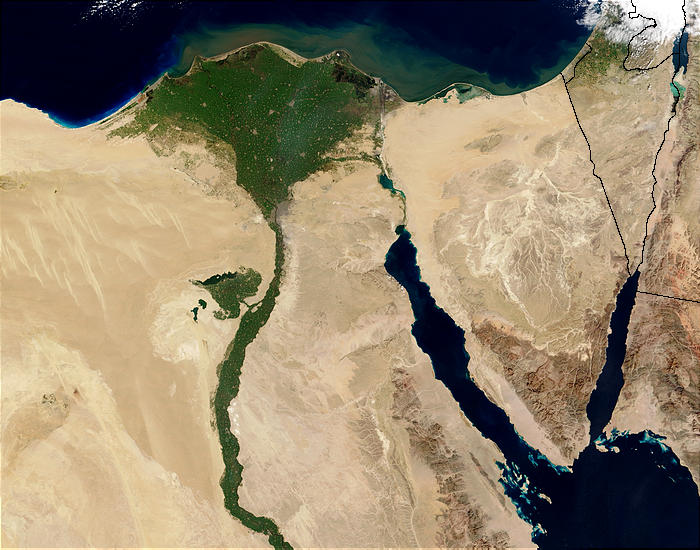
تصویری از دلتای نیل از آسمان

دِلتای نیل به ناحیه‌ای از مصر گفته می‌شود که در آن رود نیل در انتهای خود به دریای مدیترانه می‌ریزد. این ناحیه خاکی بسیار حاصلخیز دارد و از زمان باستان از لحاظ گیاهان و گل‌ها بسیار غنی بوده. نزدیک به ۵۰۰۰ سال پیش، دلتای نیل مکانی برای کشت گندم و غلات و در پی آن آغاز یکی از بزرگ‌ترین و دیرپای‌ترین تمدن‌های بشری در جهان شد. پاپیروس‌های مورد استفاده قرار گرفته در مصر باستان بیشتر در این ناحیه تولید می‌شدند.
این ناحیه شمالی مصر از شمال دره قاهره در ۱۵۰ کیلومتری جنوب مدیترانه آغاز می‌شود؛ جایی که مصریان آن را «ناف گاو» (به عربی: بطن البقره) می‌نامیدند. در اینجا نیل پس از گذراندن طولی نزدیک به ۶٫۶۰۰ کیلومتر، به چند شاخه تقسیم می‌شود و مساحتی برابر با ۲۴٫۰۰۰ کیلومتر مربع را پوشش می‌دهد.

## شهرهای باستانی در دلتا
سیلاب‌های سالانهٔ نیل با خود رسوبات فراوانی را به دلتا می‌آورند که باعث ایجاد فضایی مناسب برای کشت و کار می‌شوند. در زمان فرعون‌ها، هفت شاخه از نیل در مصر سفلی از هم جدا می‌شدند. به منظور مواجه نشدن با سیلاب و تغییر در ارتفاع آب شاخه‌ها، شهرهای مصر سفلی بر روی تپه‌های شنی ساخته می‌شدند؛ تپه‌هایی که آثاری از ۱۵۰۰۰ سال پیش در آن‌ها یافت شده. اما از آنجا که پهنا و عمق این رودخانه‌ها برای گذر مطمئن نیروهای نظامی کافی نبودند، نیروی سیاسی کشور دست به تغییر پایتخت می‌زد. این شاید دلیل آن باشد که پایتخت از پی رامسس به تانیس تغییر مکان داد.
- اسکندریه
- لئونتوپولیس
- خاسو
- صاالحجر
- تل بسطه
- تل الربع
- اواریس
- پی رامسس
- تانیس
- بوتو
- تل فرما
- نااوکراتیس